# Лохаке, Альфонс
Альфонс Лео Петер Лохаке (швед. Alfons Leo Peter Lohake; род. 28 июля 2006) — шведский футболист, полузащитник «Броммапойкарны».

## Клубная карьера
Является воспитанником «Броммапойкарны». В первой половине 2023 года выступал за молодёжную команду клуба, а летом на правах аренды перешёл в «Тебю». За время аренды принял участие в 10 матчах в первом шведском дивизионе, в которых отметился одной голевой передачей. В феврале 2024 года подписал с
«Броммапойкарной» первый профессиональный контракт. 21 апреля в матче четвёртого тура с «Хальмстадом» дебютировал в чемпионате Швеции, заменив в компенсированное ко второму тайму время Коре Барслунна.

## Клубная статистика
| Выступление      | Выступление      | Выступление      | Лига | Лига | Кубки | Кубки | Конт. кубки | Конт. кубки | Итого | Итого |
| Клуб             | Лига             | Сезон            | Игры | Голы | Игры  | Голы  | Игры        | Голы        | Игры  | Голы  |
| ---------------- | ---------------- | ---------------- | ---- | ---- | ----- | ----- | ----------- | ----------- | ----- | ----- |
| Броммапойкарна   | Алльсвенскан     | 2024             | 1    | 0    | 0     | 0     | 0           | 0           | 1     | 0     |
| Броммапойкарна   | Итого            | Итого            | 1    | 0    | 0     | 0     | 0           | 0           | 1     | 0     |
| → Тебю           | Дивизион 1       | 2023             | 10   | 0    | 0     | 0     | 0           | 0           | 10    | 0     |
| → Тебю           | Итого            | Итого            | 10   | 0    | 0     | 0     | 0           | 0           | 10    | 0     |
| Всего за карьеру | Всего за карьеру | Всего за карьеру | 11   | 0    | 0     | 0     | 0           | 0           | 11    | 0     |